# درة ألوتشة
درة ألوتشة (بالإنجليزية: Darreh-ye Alucheh)‏ هي قرية تقع في قسم تشنارود الجنوبي الريفي (مقاطعة تشادغان) في إيران. يقدر عدد سكانها بـ 17 نسمة بحسب إحصاء 2016.